# ガリビエ峠

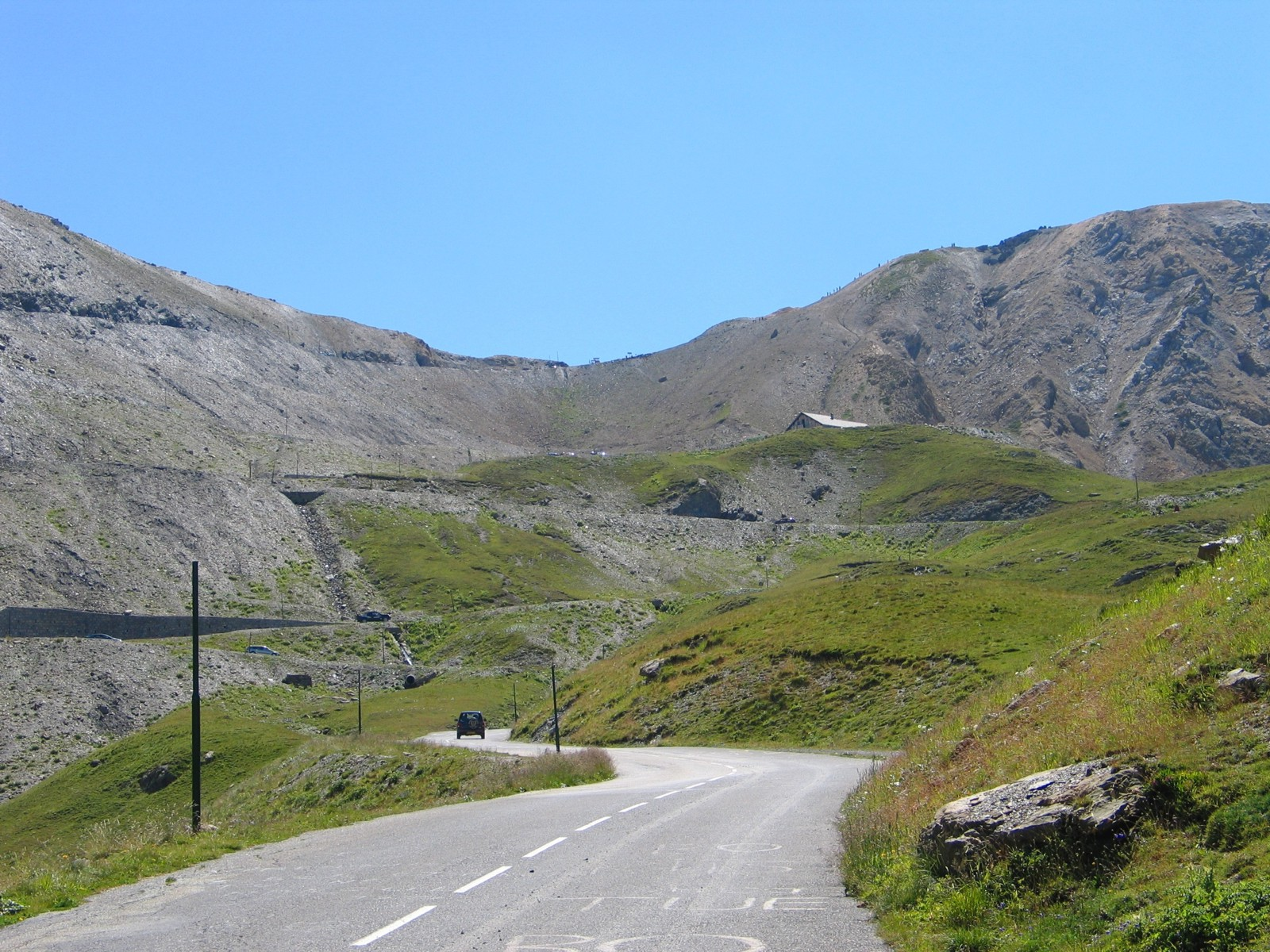
北麓から見たガリビエ峠

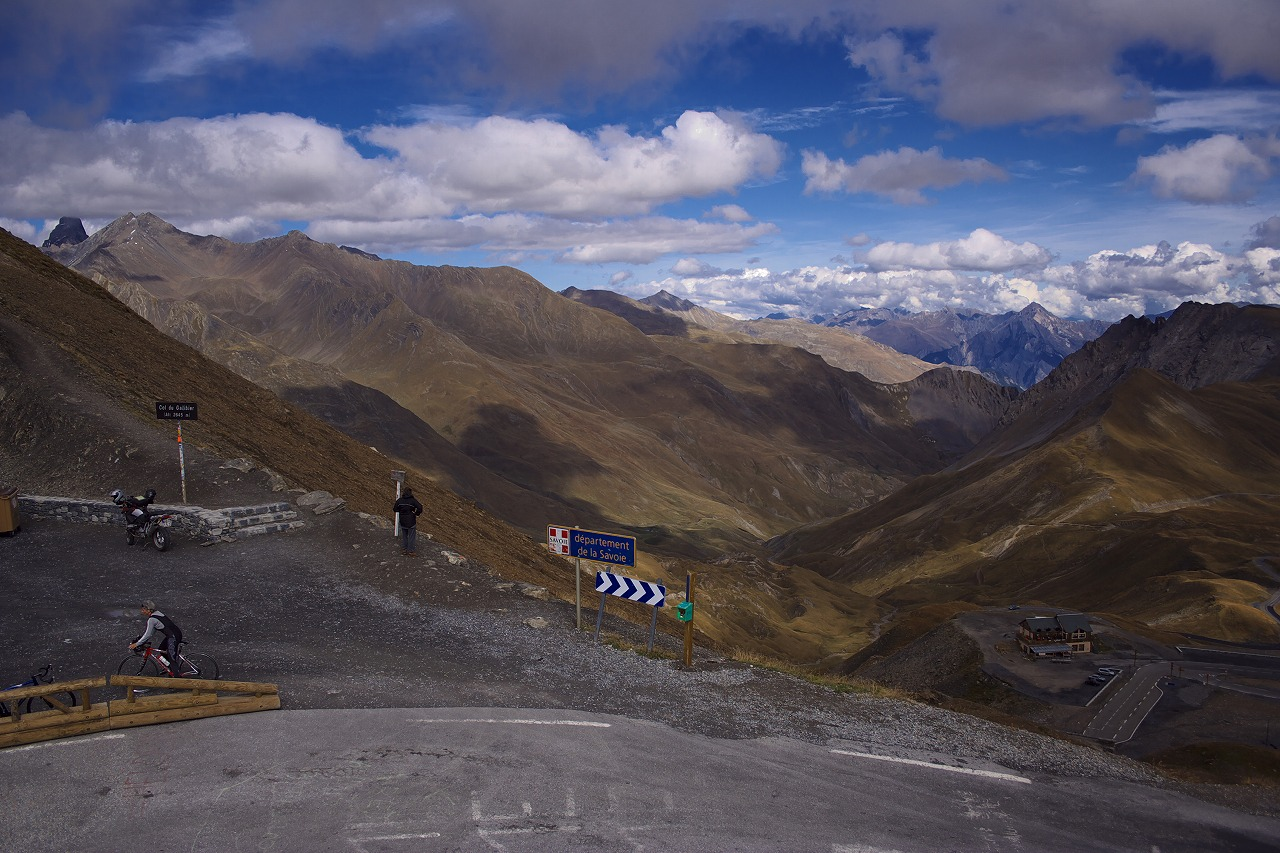
ガリビエ峠からの風景

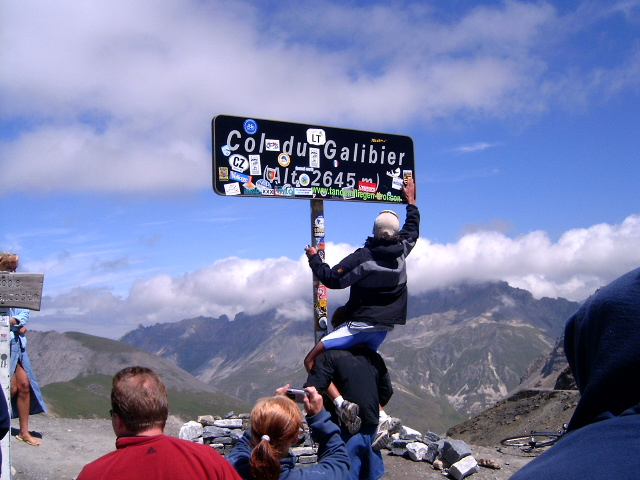
峠の標

ガリビエ峠（ガリビエとうげ　フランス語: Col du Galibier）とは、フランス・グルノーブル近郊にあるドーフィネ・アルプ南域に位置する、標高2642m地点の峠。ツール・ド・フランスのアルプス超えステージではほぼ毎年欠かさず登場する定番の難所として知られる。以前は標高2645mと表示されていたが、2012年現在峠にある標識には「2642m」と表示されている。

## 概要
サン・ミシェル・ド・モーリエンヌとブリアンソンを結ぶ道路における峠の一つ。なおこの区間の道路は、冬季は積雪量が多いため車両通行止め区間となる。
以前はトンネルの区間にあたる標高2556mの地点が最高地点であったが、老朽化のために1976年にトンネルが閉鎖され、峠を越える現在のルートに変更された結果、標高が高くなった。なおトンネルは2002年に改修工事のうえで再供用されており、自動車のみ利用することができる。
- 峠北部に位置するサン・ミシェル・ド・モーリエンヌを起点とした場合、途中でテレグラフ峠（標高1566m）を挟み、水平距離起算で34.8kmの地点にあたり、平均斜度は6.1%。高低差は2120m。
- テレグラフ峠から一旦下った先、スキーリゾート地として知られるヴァロワールから起算すると水平距離にして18.1kmの地点にあたり、平均斜度は6.8%、標高差は1237m、最大勾配斜度は11%。
- 峠南部に位置する、ロータレ峠（標高2058m）から起算すると、水平距離にして8.1kmの地点にあたり、標高差は585mだが、平均斜度は6.9%、最大勾配斜度は12.1%となる。

## ツール・ド・フランス
ツールにおいて当峠が最初にコース設定されたのは1911年。エミール・ジョルジュが最初に当峠を通過した選手となった。ただし当時は今とは違い、沿道に観客は全くいなかった。トンネルの南側に、ツール・ド・フランス産みの親である、アンリ・デグランジュの記念碑があり、傍には「アンリ・デグランジュのみやげもの」という店屋もあって、当峠付近に来る観光客で大いに賑わっているという。ツール・ド・フランスでは全ステージ中の最高標高地点を最初に通過した選手にアンリ・デグランジュ賞として賞金がかけられるが、当地より高いコースになり得る地点はほとんどないため、ここがコースになる場合は対象になる場合が多い。また上記の通り、1976年のトンネル閉鎖に伴う標高地点変更により、1979年からはカテゴリー超級地点となった。
2011年大会のみ、当地がステージゴール地点に設定された。
1947年以降の当峠1位通過選手は下記参照。

## ガリビエ峠・歴代首位通過選手
| 年   | ステージ | カテゴリー                 | 1位通過選手                  |
| ---- | -------- | -------------------------- | ---------------------------- |
| 2022 | 12       | 超級                       | アントニー・ペレス           |
| 2022 | 11       | 超級                       | ワレン・バルギル             |
| 2019 | 18       | 超級                       | ナイロ・キンタナ             |
| 2017 | 17       | 超級                       | プリモシュ・ログリッチ       |
| 2015 | 20       | 落石の恐れがあるため迂回   | 落石の恐れがあるため迂回     |
| 2011 | 19       | 超級                       | アンディ・シュレク           |
| 2008 | 17       | 超級                       | シュテファン・シューマッハー |
| 2007 | 9        | 超級                       | マウリシオ・ソレール         |
| 2006 | 16       | 超級                       | ミカエル・ラスムッセン       |
| 2005 | 11       | 超級                       | アレクサンドル・ヴィノクロフ |
| 2003 | 8        | 超級                       | ステファノ・ガルゼッリ       |
| 2002 | 16       | 超級                       | サンティアゴ・ボテーロ       |
| 2000 | 15       | 超級                       | パスカル・エルベ             |
| 1999 | 9        | 超級                       | ホセ・ルイス・アリエタ       |
| 1998 | 15       | 超級                       | マルコ・パンターニ           |
| 1996 | 9        | 積雪による悪天候のため迂回 | 積雪による悪天候のため迂回   |
| 1993 | 10       | 超級                       | トニー・ロミンゲル           |
| 1992 | 14       | 超級                       | フランコ・キオッチョーリ     |
| 1989 | 17       | 超級                       | ヘルトヤン・テュニス         |
| 1987 | 21       | 超級                       | ペドロ・ムニョス             |
| 1986 | 18       | 超級                       | ルイス・エレラ               |
| 1984 | 18       | 超級                       | フランシスコ・ロドリゲス     |
| 1980 | 17       | 超級                       | ヨハン・デミュインク         |
| 1979 | 17       | 超級                       | ルシアン・バンインプ         |
| 1974 | 11       | 1                          | ビセンテ・ロペスカリル       |
| 1973 | 8        | 1                          | ルイス・オカーニャ           |
| 1972 | 14a      | 1                          | ヨープ・ズートメルク         |
| 1969 | 10       | 1                          | エディ・メルクス             |
| 1967 | 10       | 1                          | フリオ・ヒメネス             |
| 1966 | 16       | 1                          | フリオ・ヒメネス             |
| 1964 | 8        | 1                          | フェデリコ・バーモンテス     |
| 1959 | 18       | 2                          | シャルリー・ゴール           |
| 1957 | 10       | 1                          | マルセル・ヤンセン           |
| 1955 | 8        | 1                          | シャルリー・ゴール           |
| 1954 | 19       | 1                          | フェデリコ・バーモンテス     |
| 1952 | 11       | 1                          | ファウスト・コッピ           |
| 1948 | 14       | 2                          | ルシアン・テセール           |
| 1947 | 8        | 1                          | フェルモ・カメッリーニ       |

### 当峠がゴール地点
- 2011年、当峠がツール・ド・フランスに登場してから100周年にあたることを記念し、第18ステージがゴール地点となった。

| 年   | ステージ | カテゴリー | スタート地点 | 区間優勝選手       | 総合首位選手       |
| ---- | -------- | ---------- | ------------ | ------------------ | ------------------ |
| 2011 | 18       | 超級       | ピネローロ   | アンディ・シュレク | トマ・ヴォクレール |

### ラ・マーモット
ツール・ド・フランスの名だたる峠を結んで獲得標高5000mを超えるこのグランフォンドでは、通常ブールドワザンからグランドン峠、テレグラフ峠、ガリビエ峠を通ってラルプデュエズ頂上にゴールするコースが設定される。